# Conchynilla fuscipennis
Conchynilla fuscipennis är en stekelart som beskrevs av Girault 1923. Conchynilla fuscipennis ingår i släktet Conchynilla och familjen sköldlussteklar. Inga underarter finns listade i Catalogue of Life.